# 福島第一原子力発電所6号機の建設
福島第一原子力発電所6号機の建設（ふくしまだいいちげんしりょくはつでんしょろくごうきのけんせつ）では、福島第一原子力発電所で最後に建設された原子力発電プラントである6号機の建設史について述べる。6号機の形式はゼネラル・エレクトリック社(GE社)の開発した沸騰水型原子炉に分類されるBWR-5(GE型)、原子炉格納容器はMarkIIである。電気出力は1976年以降の電力需要と系統容量を考慮して110万kWとされ、日本原子力発電との申し合わせ（後述）により東海第二発電所と同型のものを同時期に建設した。
2011年3月11日の東日本大震災では、爆発した1号機から4号機とは異なり、5号機と共に冷温停止に成功した。

## 選定の経緯
6号機の場合、形式は前動続行式に決定したものではなく、下記のような背景によって最終的な決定を見た。

### 100万kW容量機の導入戦略
『日刊工業新聞』（1968年2月28日）によると1967年秋、東京電力は東芝、日立など重電各社に75～150万kW級のプラント製作が可能か打診した。各社はこの打診に「製作可能」と回答し、大容量機開発のペースを速めることとした。また東京電力は1968年に発表した長期設備計画にて、本発電所の5号機に110万kWの出力を採用し、1973年度より着工する計画を立てた（中央電力協議会資料では場所を明記する地点名は未付与である）。この時制作上のネックとして指摘されたのは、タービン翼で、当時、国産化された最終段翼で最大のサイズは姉崎火力発電所に納入された33.5インチ（3000回転）が最大であり、海外の例としてはGE社が2極高速機にて36インチ、4極低速機で52インチを実用化していた。日立、東芝はGEが実用化した2タイプについて実験段階の試作には成功しており、特に日立製作所は低回転用に70インチモデルの試作を実施、製造上のボトルネックを解消するためスイスのリジット社から70インチのタービン翼加工機（油圧ならいブレードミラー）を購入した。
『東電社報』1969年7月号に掲載された座談会では、住谷寛（当時原子力計画課長）が、火力に比較しても高価な資本費を理由にスケールメリットの重要性に言及し、1973年に100万kW級ユニットの着工をはかり、1980年代前半には「150万kW級ユニットとしなければなりません」「大容量化したときの技術問題は、圧力容器とタービンですが、150万kWまでは、現在の技術の延長ですすむことができる」と所見を述べていた。圧力容器は出力密度の増加、タービンは翼に当時欧米では採用例が出始めていた40インチクラスのものを使用する事がその根拠であった。
田中直治郎は『電気情報』1969年12月号にて2号機選定の経緯について説明したのち、更なる大容量ユニットの採用について次のような「設計製作上配慮すべき事項」を示している。
- 圧力容器：胴板厚は1号機と同レベルの159㎜であるため問題なく、寸法上も日本製鋼の設備能力で対応出来るため日本国内での製作が可能。但し、RCCV[注 1]化は（当時）研究段階に留まる[注 2]
- タービン：最も重要な最終段翼の設計に当たって、下記4点を考慮する必要があり、結果として43～44インチでは6流式(TC6F-43型)とせざるを得ない
  - 遠心力、変動荷重（重力、軸受部反力、変動蒸気力に起因する）および蒸気トルクに翼が耐えること
  - ドレンエロージョン[注 3]に耐えること
  - 羽根効率、段落効率を良くすること
  - 試験、製作が十分な精度で可能なこと
  - 蒸気流量が増大するため負荷急変時の速度上昇が問題となり、これを抑制するため制御装置を高度化する必要がある。結果として停止、調整、再熱等各用途に使用する蒸気流入弁は流量増大と高速動作を達成する必要がある
  - タービンローターは長大化するため振動特性を改良の必要がある
  - 軸受台固有振動数とタービンローター固有振動数が共振しないこと
  - 温度変化によるタービンローターの曲がりを防止する
- 発電機：4極機となるためローター素材の製造限界が問題となるが、日本製鋼での1969年当時の限界は仕上重量で120tとなる。120tの素材から1本ローターを製作すると50万kW、3分割で80万kWが限界となり、100万kW級で要求される190～200tには及ばない。このため、日本製鋼は1970年までに190t素材を製造可能な設備投資を実施中であり、将来的には解決の見込みだった。

なお、田中は系統構成から見たユニットサイズの決定要素として、経済性（ユニットサイズを大とすればkW単価は低下する）、事故時の周波数低下等系統面の制約（事故で当該大容量ユニットが系統から解列された際、電力系統の供給信頼度を低下させないためには、予備率を大きくとる必要が生じる）を指摘している。しかし、田中は1973年度には最大需要が2000万kWを超過するため、単機で100万kWの容量を占めるユニットが系統に接続されることは問題ないと結論している。

### BWR-4型78.4万kWタイプとの決別
このような状況下の1969年、GEは新たな原子力プラントしてジンマー型（後BWR-5と呼称）を発表した。
『東電社報』で発表されている年度毎の電力施設計画を追っていくと次のようになっており、1968年度までは78万4000kWのプラントは都合3機の予定であったものが、1970～1971年度には既存着工済の分と「場所を明示しない記号地点」を合計し都合5機のプラントが明記された。また、電力会社9社と電源開発が集まって組織された中央電力協議会（中電協）は政府の電源開発調整審議会とは別に電源の長期計画（10ヶ年）を毎年作成していた。社報に掲載されているのは直近の一部の計画のみであり、まとめると下記のようになる。1972年度になると本発電所には後の6号機として110万kWのタイプが明示される。
|                       | 1967年度 | 1968年度 | 1970年度 | 1971年度 | 1972年度 |
| --------------------- | --- | --- | --- | --- | --- |
| 着工済 （参考）       | 1号機：1967/9- | 1号機：1967/9- | 1号機：1967/9- 2号機：1969/5- | 1号機：1967/9-1971/2 2号機：1969/5-1973/5 3号機：1970/10-1974/12 5号機：1971/12-1975/12                             | 1号機：1967/9-1971/3 2号機：1969/5-1973/5 3号機：1970/10-1974/12 5号機：1971/12-1976/8 4号機：1972/9-1975/12 |
| 東電社報 掲載分       | | 2号機：1968- 3号機：1970/1-                                                                                                 | 5号機：1971/10-1975/12- | 4号機：1972/1-1976/3 N1：1972/3-1976/6、78万4000kW N2：1973/1-1977/12、110万kW                                      | 6号機：1971/12-1976/10、110万kW |
| 中電協長計 にのみ掲載 | 2号機：1967-1973、78万4000kW L：1970-1975、78万4000kW M：1972-1976、78万4000kW N：1973-1977以降運開、110万kW O：1974-1977以降運開、110万kW P：1975-1977以降運開、110万kW Q：1976-1977以降運開、100万kW | M：1971/11-、78万4000kW M：1973/7-、110万kW O：1974/6-、110万kW P：1975/6-、100万kW Q：1976/5-、110万kW R：1977/6-、110万kW | N1：1972/1-、78万4000kW N2：1972/3-、78万4000kW N3：1973/1-、110万kW N4：1974/8-、110万kW N5：1974/11-、110万kW N6：1975/8-、110万kW N7：1976/1-、110万kW N8：1976/8-、110万kW N9：1976/12-、110万kW N10：1977/8-、150万kW N11：1977/11-、150万kW N12：1978/7-、150万kW N13：1978/8-、150万kW N14：1979/7-、150万kW N15：1979/8-、150万kW | N3：1974/8-1979/7、110万kW N4：1974/11-1979/6、110万kW N5：1975/8-1980/7、110万kW N6：1976/1-1980/8、110万kW （他） | 福島第二：1972/10-1978/1、110万kW N1：1973/2-1977/12、110万kW N2：1975/4-1979/8、110万kW N3：1975/9-1980/1、110万kW N4：1975/10-1980/5、110万kW N5：1975/12-1980/10、110万kW N6：1976/9-、110万kW N7：1977/3-、110万kW N8：1977/7-、150万kW N9：1977/7-、150万kW N10：1978/6-、150万kW N11：1978/6-、150万kW N12：1979/7-、150万kW N13：1979/7-、150万kW N14：1979/7-、150万kW N15：1980/7-、150万kW N16：1980/7-、150万kW N17：1980/8-、150万kW |

問題はいつの時点で炉型を乗り換えるかである。原子力技術の研究開発が進行する一方で、当時の東京電力は需給逼迫の状況に置かれていた。田中直治郎は『電気情報』1971年2月での対談で「電力の需要増の傾向は昭和二十六年九電力会社発足以来、毎年一二～一三パーセント程度であって、何時も予想よりも実際のほうが多かったのですが、特にこの二年ほどはその傾向が甚だしく、ついに一四～一五パーセントの増加になったのです。」と述べ、1970年の夏期（9月初頭を含む）には供給余力の逼迫状態に陥ったことを説明している。そして既定の電力開発計画については「昭和五十年ころまでの需給については原子力開発を含めて何とかやれる」としていたが、本発電所のプラントは既に4号機までの5機が計画に繰り入れ済であり、5、4号機については1975年以降の運転開始を予定していた。そして田中は「五号機までは七八万四千キロワットのBWR型機の国産でいく、そういう考えでいます」と場所を明示しないN1などには触れず、続けて「福島の七八万四千キロワットにつぐものは一一〇万キロワット級ですが、これはまだアメリカでも建設中で運転されてはいない。しかし当社は四十六年には開発のハラを決めるでしょう。四十六年か、遅くとも七年には着工し（中略）これにBWR型を採用するか、あるいはPWR型を採用するのか、今のところ全く白紙の状態です」としていた。

### 日本原電からの申し入れ
なお、BWR-4にも110万KWのタイプはラインナップされており、日本国外ではブラウンズフェリー発電所などで採用例があり、しかもその圧力容器はIHIが製作したものだった。ただし、実際には6号機にBWR-4ではなくBWR-5が導入されている。この背景には、同時期に先行して同型炉を導入した日本原電とも関係がある。その事情は次のようなものであった。
そもそも、日本原電は設立の際の事業目論見書に英米から2機を輸入して実用化し、企業化の先駆的役割を果たす旨が記載されていたため、電気情報社社長永塚利一のように、敦賀1号機で使命を終えるものと捉えている向きもあった。しかし、『電気情報』1971年10月号で永塚と対談した当時の社長白澤富一郎は、軽水炉が技術的に発展途上であることを根拠に「3号炉」の原子炉導入を定款に沿う内容であると正当化して見せている。その際、3機目の新規性として挙げられたのが100万kW級のBWRという点であった。白澤は他の候補として高温ガス炉や高速炉も挙げており、別の対談で当初は高温ガス炉が有力な「3号炉」候補だったとも述べている。しかし、これらは「今の段階では研究開発の域を出ないのが実情」として導入候補から除外された。
こうして、白澤は3機目の候補としてPWRとBWRを挙げ、2機目がGE製のBWRであったことから、1971年初頭まではPWRになる見込みが強いと主張してきた。しかし、ここでも定款が別の意味で拘束した。つまり「初期段階における原子力発電の企業化のために、未輸入の機器について建設運転を行うという枠が嵌められている」という部分である。関西電力はこれに先立ち大飯発電所に120万kW級のPWRの導入を決定した。白澤は「PWR炉でこれ以上の大容量機はこの先五年や六年では世界で開発される見通しが立っていない」と判断したため、日本原電が100万kW級のPWRを導入する意義は消失したと見なした。一方で上記のように以前から100万kWへの大容量化を目標としてきた東京電力は、予想以上の需要の伸長に対応するため本発電所6号機から110万kWの導入を欲しており、それは白澤によれば50Hz地域で稼働している110万kWの同型機が世界に存在しなかったため「ある程度のリスクを犯して」実行することだった。白澤は1970年10月頃、木川田に日本原電の「3号炉」へBWR-5の導入することを申入れた。当初木川田はこの提案を承諾しようとはしなかったが、1971年3月末になり「地元、さらには九電力会社の了解を得るならば、建設しても良い」という承諾を得た。その後株主でもある電力各社と関係官庁の了解を半年余りの期間をかけて取り付け、8月の取締役会で建設を決定したという。このような経緯から東京電力が着手しようとしていた110万kW級もBWR-5となり、その導入はパイロット機関である日本原電のやや後発となった。「東京電力と一緒になって協力すれば、技術的にも実現できるであろう」というのが、白澤の見立てであった。
このような両社の動きに対して、通産省も国産化推進の観点より関心を示している。6号機を容量アップする意向という情報は6月末には出回っており、通産省はBWR-5が2機同時輸入となる件について検討し、国産化率を高めるのは3基目以降で実現するものとして、両社の導入を承認する方針を内定した。

### 形式変更へ
上述のような事情から、東京電力は電気出力78万4000KWのBWRの建設を5号機で打ち切りとし、6号機としてMarkII（GE型）格納容器を採用したBWR-5を採用、1971年11月末には出力変更を公にし、12月21日に設置許可申請を行った。この当時BWR-5はアメリカ本国での1機を加え、計3機が計画進行中であり当初はそちらの方が先に運転を開始することになると見込まれたが、アメリカでの計画が遅延する中、結果として日本原電の東海第二発電所が世界初の運転開始となったため、6号機はリーディングプラントの翌年に運転開始という結果を見ることになる。
なお、『東京電力三十年史』では形式変更の理由を下記のように提示している。
1. 将来の電源立地難を考慮した場合、ユニットの大型化を推進し、用地の有効利用を図ることが得策
2. 大型ユニットを採用して、国内メーカーの技術向上に役立てるとともに、これを国産化した後の経済性が大きく、安全性や技術レベルの点からも支障ないと判断

後者の点は『電気新聞』の取材に対して白澤が「二台導入によってライセンスが手に入りやすくなるから先行き国産化のテンポを早めることになる。発注を一部は国内メーカーにすれば、完成時には少なくとも二メーカーが百万kW級プラントをつくれるという訳だ」と答えている。その他、白澤により
1. 1976年度以降東日本地域の電力需要がひっ迫する
2. 二台の同時建設で、互いにディスカッションが可能となり、その方がより安全で（建設コストも）安く上がる

という点が挙げられている。
また、当初BWR-5最初の建設予定地としていた福島第二地点の用地取得が遅延し、1号機着工が1973年度後半になったため、100万kWを早期に手がけるため、6号機の出力をアップしたという事情もある。
後に東京電力は6号機を以降の原子力標準ユニットのベースとした。

## 設計
6号機では整地面レベルは13mとなり、主要建物底面が直接設置する岩盤（泥岩層）は標高-3mにあった。
また、5、6号機の復水器用取水設備は北側防波堤を拡張し、排水路も1～4号機が南側から排水しているのに対して敷地外北側からの排水である。
非常用電源については従来機同様複数の電圧で受電しているが、本機では、500KVが1回線、66KVが2回線より供給するものとされ、ディーゼル発電機は3台を擁し、1台を5号機と共用とした。この他蓄電池からの直流電源が備えられているのも同様である。
深井祐造によれば、BWR-5とMarkIIの組み合わせでは、ジェットポンプの性能向上により、圧力容器から外に出す冷却水の量は従来2分の1だったものが、3分の1に減少することになった。
また、着工後の1973年10月、BWR-6にて初採用された8×8燃料を本機でも採用することとした。
なお、6号機用の圧力容器を担当した東芝－石川島播磨はその前にGEからB&Wへ発注された100万kW原子炉用圧力容器を同社から再発注されたことがあり、この出力での経験を積んでいた。

## 契約および資金調達
新規にBWR-5型を導入したため、このタイプの国産化を見据えて契約方式は2号機と同様GEが深く関与する形態とされた。1972年12月16日、東京電力とGEは6号機の契約に調印した。GEの担当範囲は主要部分の設計・製作、据付およびタービン発電機の製作・据付・試運転について技術指導であり、この時点では他の関連機器、建屋の発注先は未定であった。建設費は925億円でGEとの契約額は燃料費を含め約500億円である。
なお、米輸銀は6号機の際にも東電の借款を認めている。その条件は6号機の建設費の内、11504万7000ドル分になる米国からの買付・技術サービス費の45%を延払い融資し、35%に融資保証を付け、残り20%については東電が現金で支払う内容であった。なお、技術サービスはGEテクニカルサービスが担当する。6号機受注から9年後の1981年富津火力発電所1、2号機をGEが受注するまで、長期にわたって日本の電力会社が日本国外のメーカーにプラントを発注することは無かった。
また、6号機まで運転開始した1979年末の時点を以って東京電力は一旦本発電所を「完成」したと見なし、区切りをつけている|。

## 施工
1972年12月に着工後、1973年11月には原子炉建屋基礎（人口岩盤築造）工事を完了し、14日に定礎式を行って本館建設に着手した。縦28cm、横40cm、厚さ15cmのみかげ石に記入された「定礎」の文字は木川田一隆が直々のものである。また、定礎式の出席者を報じる記事から、日本語文献では余り表に出てこないGEのサイトマネージャー、シーフレットの名を見ることが出来る。
定礎式後すぐ着手されたのは原子炉格納容器アンカーボルト・アンカーフレームの定盤上への設定であった。GE、東芝では資材手配、工場製作の実施中であった。
1976年より福島第1建設所次長、1977年6月より同建設所副所長を務めた中村良市によると、6号機の発電機もGEが製作したが、当初提案されたのは発電機ローターを途中でつなぎ合わせ1本にする構造だった。東京電力側は最高顧問だった寺田をはじめ、副社長の田中直治郎も反対し、日本製鋼で1本ローターを製作することも検討した。しかし、GEは1本化案を飲みベスレヘム・スチールに発注してローターを製作した。ローター設計は東海第二発電所でもこの時製作したものを使用した。

### 建設工程の繰り延べ
中村良市によると、第一次オイルショック後の需給落ち込みを理由とし、本発電所でも建設工期の繰り延べが実施された。1975年1月15日、中村の元に電源計画課長より呼び出しがあり、5、4、6各号機をそれぞれ約1～1.5年工期延長してもらうため、工程表を翌日までに提出するように求められ、徹夜で工程表を引き直したという。6号機は工程表を引きなおした時点でPCV（格納容器）の据付は完了していたが、大部分の機器は現場に到着しており、タービンなどGEから輸入する機器も1年以上保管する必要があった。設計の遅れをこの延期で取り戻すことが出来、設計が不適当な部分について図面修正・現地改造を実施する時間をとることも出来たという。

### 問題点
GEの極東東京支社にて工程管理スペシャリストとして、6号機の建設に従事し、この時の経験が遠因となって原子力撤廃論者に転じた菊地洋一は、原子力発電所における配管設計の複雑さについて述べており、それは6号機に採用されたMARKII(GE型)も変わらないという。6号機の配管設計はGEとEBASCOの担当し、東京支社に送付する前に検図していたが、当時菊地が余った時間を利用し、その図面を基に構成図（Composit Drawing）を作成してみたところ、10数個所で配管同士がぶつかっていたという。もっとも、菊地も同書で指摘しているように、当時は工事前に製作メーカーである東芝や日立が模型を作成し、配管の配置をチェックする体制であった。ただし、この模型製作段階で発覚する設計ミスもあったという。
また、炉型選択の議論にも関わることであるが、菊地に6号機の建設工事を実施している頃でも、日本の重電メーカーの設計能力はGEに比較し低く見られており、ある東電のスタッフは「日本メーカーの炉があっても絶対に採用しない」と述べていたという。
また、菊地によれば原子炉の建設は何重にも取決めされた安全策と検査が連続し、労働環境は却って過酷になるマイナス面があったという。6号機での建設も例外ではなく、心理的プレッシャーとなっていたのは安全への配慮と納期をオーバーした際に一日1億円と言われていた違約金とのせめぎ合いであった。そのため、現場監督レベルとなると月の残業時間は200時間をオーバーが常態化し、東電に引き渡した日は関係者は皆男泣きした一方で、ある監督は翌日過労死したという。反面、検査に来る通産省の役人は、年末年始はしっかり休暇を取り、クリスマス前から1月半ばまでまともに仕事をしていなかったように見えたという。
中村良市によれば、6号機はPCV（原子炉格納容器）据付後、設計変更を実施し、改造工事が大規模に行われた。中村良市によると「作業環境は空気条件を含めて極めて悪く、安全には十分の注意が必要」で「安全を優先してのんびり工事を行うわけにもいかず、工程確保の観点からは上下作業もあえて実施」「今だからいえますが、ときには3重作業まがいなことも実施」し「安全担当は顔を真っ赤にして怒って（中略）「工程を決めるのは俺だ、その工程で安全に工事をどうやるか検討するのが安全担当の責任だ」というようなことをいい、やりあった」という。
また、中村良市によれば、6号機の際のEBASCOの配管設計は2号機の時に比べてもレベルが落ちており、ニューヨークの本社から優秀な技術者が流出したからではないかと推定している。なお、配管溶接に留まるものではないが、中村によれば（当時のアメリカ産業界が抱えていた）ベトナム戦争の長期化と後遺症による製品の質の低下の影響が表れており「千葉火力でその品質に目を見張った、あのアメリカの製品か？」と思ったという。特に象徴的なものとして中村は中央操作室の計装品（異音が多く運転員に負担を与え、後に日本製に次々交換された）、タービン補機、EHC油配管のエルボ、PLRのモーター等が挙げている。

### 溶接作業に対する見解の相違
6号機の溶接についても肯定的な見解と否定的な見解がある。

#### 肯定的評価
6号機のMARKII格納容器ではダイヤフラムフロアとコラムサポートのボルト結合を除き溶接が多用され（内部機器は別）、その延長は突合せ溶接とすみ肉溶接を合わせ10000m以上に達したという。IHIの技報では、容器の製作に先立ち、溶接施工法確認試験、溶接士の技量確認試験が通商産業法令とASME規格それぞれに対して実施され、これをパスした溶接士により、溶接を実施したという。更に製作に先立ち、溶接施行試験板を用いて技能が維持されているかをチェックした。溶接部に対して実施した非破壊試験は下記のようになっている。
- 開先面の液体浸透探傷試験
- 開先合せの寸法検査
- 裏はつり後の液体浸透探傷試験
- 溶接後の放射線透過試験、磁粉探傷試験、または液体浸透探傷試験

また、IHI横浜第三工場内の配管工場を『とうでん』が取材した際に、同工場の品質保証部の宮重副部長（当時）が案内した。荷卸場がシャッターで密閉された空間になっており「工場の中にほこりを持ち込まないため、資材を運んできたトラックは、ここで車体を洗い流してから中に入るのです」と説明を受けており、作業場にはチリ一つ見当たらない状態だった。このようにIHI側の説明は専らチリの説明に向いており「万が一小さな金属粉などが配管の中に入った場合、それが動き回って管の肉厚を減らしたり、思わぬ故障を引き起こすこともあるんです」などと述べながら6号機用の配管類が並ぶ中を案内、当時の同工場内では3S運動を展開中であった。

#### 否定的評価
菊地洋一は実体験を著書に載せている。一例として、格納容器内の配管は基本的に床側から固定せず、ハンガーで固定する設計となっているが、ハンガーを支持するロッドを上向き溶接している点である。工場組立てでは技報にもあるように自動溶接も使用されたが、現場での据付時に実施する溶接は手作業であった。この作業環境は狭隘な場所での溶接を強いられるもので、工程上も他の作業と重なっている時期に実施するため、他の作業者が行き交う中での作業であったという。菊地が最も心配してきたのが再循環系配管（PLR配管）のハンガーで溶接士は「下向き溶接の半分も強度が出ているか、俺には自信ねえ。まあ検査は通るだろうけどよ」と言っていたという。そもそもラグの取付法に問題があったが、改善されないまま完成した。その後別の件で1989年に東電にPLR配管の件を問い合わせしたところ、全て取り替えたと回答されたが、後に実際には回答後に交換したことを知ったという。このウィークポイントは地震時に揺れが襲った際に顕在化する可能性を菊地は指摘している。また、熱による配管の変形（サーマルムーブメント）について大体の想像がついていたため、再循環系の配管で亀裂の入りそうなポイントにチェックを入れてみたところ、後日東京電力原発トラブル隠し事件で予想した個所の大半に亀裂が入っていることが確認された。このことから、単純な交換では問題解決に繋がらない旨と菊地は主張している。また、問題のある配管を通産省の立会い試験後正しく製造した配管にすり替えた場面も目撃したという。

## 建設費
ニクソン・ショック、第一次オイルショックによる狂乱物価の影響で、建設費は高騰し、中村良市は1974年6月には現場から工事費が足りないので何とかしてくれと泣きつかれたという。しかも6号機の場合は計画稟議をとっただけで、実施稟議も申請前の状態であったのに、この要求が出される程、当時のインフレーションは急であった。結局5、4号機も更改稟議の決裁を貰い、当初実施予算と比較すると実際の建設費は約2倍（公式には内訳、算定時期は不明ながら1,750億円とされている）になったという。

## 備考
上述のような工事中の不具合はあったものの、1979年10月24日には運転を開始した。組織改正も同時に実施となり、6号機運転開始に伴い、福島第一原子力建設所は廃止され、発電所内部に「改良工事事務所」が設置された。運転開始後の状況については福島第一原子力発電所を参照のこと。上記以外の本機仕様については福島第一原子力発電所設備の仕様を参照のこと。